# AN/AWG-9
AN/AWG-9 – radar dalekiego zasięgu używany na samolotach F-14 Tomcat.